# 노포차량사업소
노포차량사업소(老圃車輛事業所)는 대한민국 부산광역시 금정구 청룡노포동에 있는 부산교통공사 부산 도시철도 1호선의 차량기지다.

## 개요
부산교통공사 1000호대 전동차의 경·중검수와 주박을 담당하며 중 25개 편성을 관리한다. 이 차량기지 내에 부산 도시철도 1호선의 종착역인 노포역이 있고, 입·출고 선로와 이동 통로가 있다. 노포역 하행(당역 종착) 승강장에 종착한 부산교통공사 1000호대 전동차가 선로 중단 지점까지 간 후 후진하여 이 차량기지로 입고한다.

## 배선도
노포차량기지와 노포역의 배선도는 다음과 같다.

## 업무
- 부산교통공사 1000호대 전동차 입·출고 검수관리

## 사진

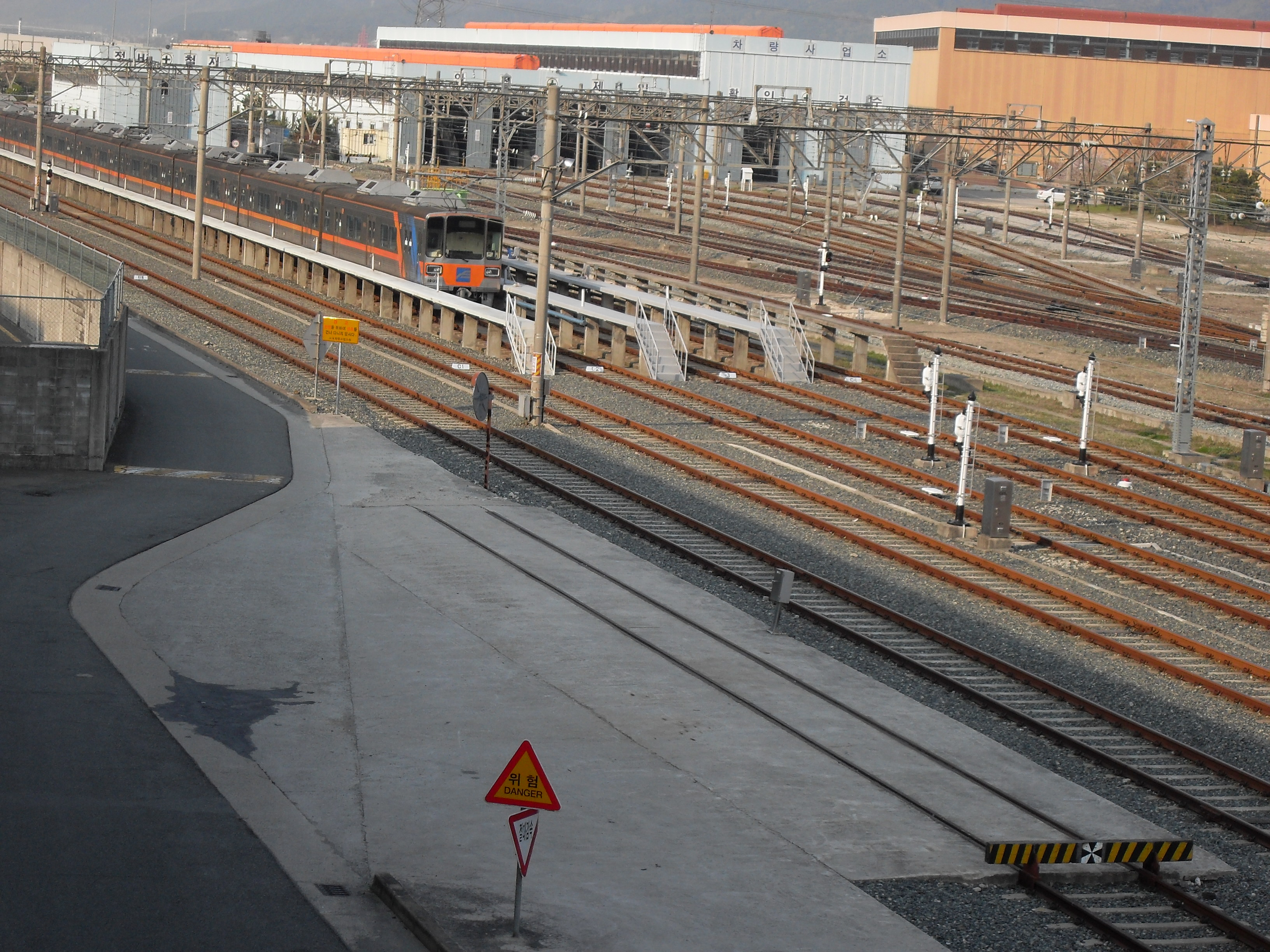
노포차량사업소
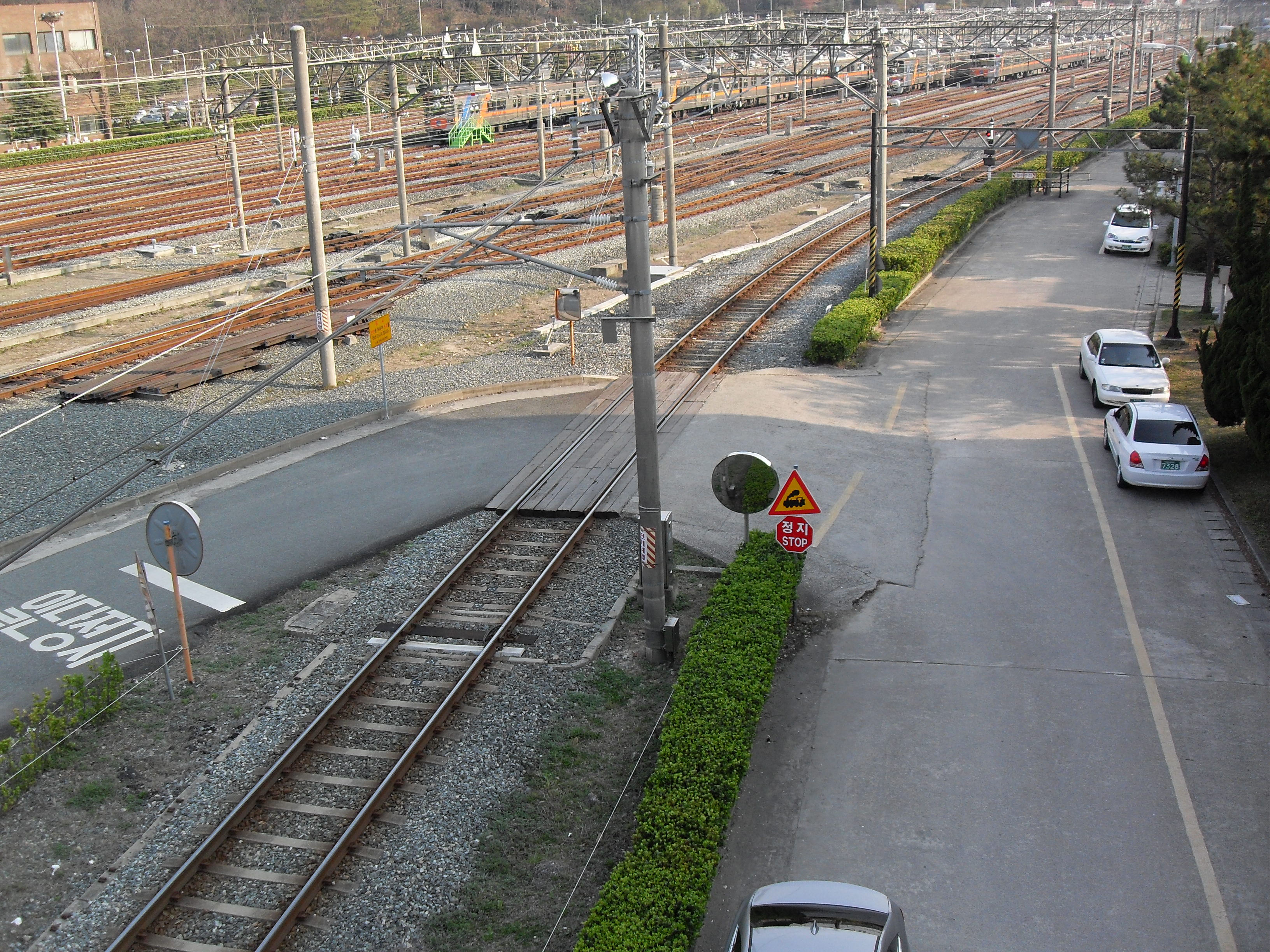
맨 오른쪽의 선로는 노포역 회차선으로 연결되어 있다.